# Родригиш да Кунья, Томаш
Тома́ш Родри́гиш да Ку́нья (порт. Tomás Rodrigues da Cunha), в монашестве Реде́мпт Креста́ (порт. Redento da Cruz, 15 марта 1598, Паредиш, Королевство Португалия — 29 ноября 1638, Банда-Ачех, султанат Ачех) — блаженный Римско-католической церкви, монах-босой кармелит (O.C.D.), мученик.
Томаш Родригиш да Кунья был капитаном гвардии на службе у короля Португалии в Азии. На территории миссии босых кармелитов в Татте принял монашеский постриг, взяв новое имя Редемпт Креста. Позднее был переведён в монастырь босых кармелитов в Гоа. Убит в Банда-Ачех, столице султаната Ачех на Суматре, где находился в составе дипломатической миссии Португальской колониальной империи. В 1900 году римский папа Лев XIII причислил его к лику блаженных.

## Биография
Томаш Родригиш да Кунья родился в Паредише 15 марта 1598 года. В очень юном возрасте поступил на службу в армию короля Португалии, направлявшуюся в Азию.
Он был в звании капитана гвардии, когда познакомился с босыми кармелитами на территории их миссии в Татте, столице Синда. Томаш почувствовал призвание к посвящённой Богу жизни и поступил новицием к босым кармелитам. В 1615 году он принял монашеский постриг, взяв новое имя — Редемпт Креста, что в переводе с латинского означает «искупленный Крестом» (лат. Redemptus a Cruce). После этого его отправили в монастырь босых кармелитов в Гоа. Здесь в 1631 году он познакомился с Дионисием Рождества.
В 1638 году Педру да Сильва, вице-король Португальской Индии, решил заключить мир с Искандаром Тани, султаном Ачеха, исламского государства на острове Суматра и части Малаккского полуострова. С этой целью он направил в Банда-Ачех посольство во главе с Франсишку де Соза де Каштру, бывшим губернатором Португальской Малакки. Редемпт Креста вошёл в состав дипломатической миссии вместе с Дионисием Рождества.
Посольство прибыло в Банда-Ачех в октябре 1638 года. Вначале султан отнёсся к португальцам благосклонно, но под влиянием голландцев, убедивших его в неискренности прибывших, арестовал всех членов дипломатической миссии. Некоторых членов посольства освободили, но не христиан, от которых потребовали перехода в ислам. За отказ они сначала были обращены в рабство, а затем 29 ноября 1638 года приговорены к смертной казни.
Их привели на пустынное место у берега моря, где поддерживаемый Дионисием Рождества Редемпт Креста был сначала расстрелян из луков, а затем ему перерезали горло. Дионисий Рождества был убит после него. По приказу султана тела монахов были утоплены в море.

## Почитание
Дионисий Рождества и Редемпт Креста были причислены к лику блаженных римским папой Львом XIII 10 июня 1900 года. Они стали первыми мучениками у кармелитов, которые были прославлены Церковью. Литургическая память совершается 29 ноября.